# Genovefa von Weber
Genovefa Weber ou von Weber, née Genovefa Brenner le 2 janvier 1764 à Oberdorf, Allgäu, et morte le 13 mars 1798 à Salzbourg, est une chanteuse d'opéra et actrice allemande. Elle est la mère du compositeur Carl Maria von Weber, ainsi que la tante par alliance de Constance Mozart.

## Biographie

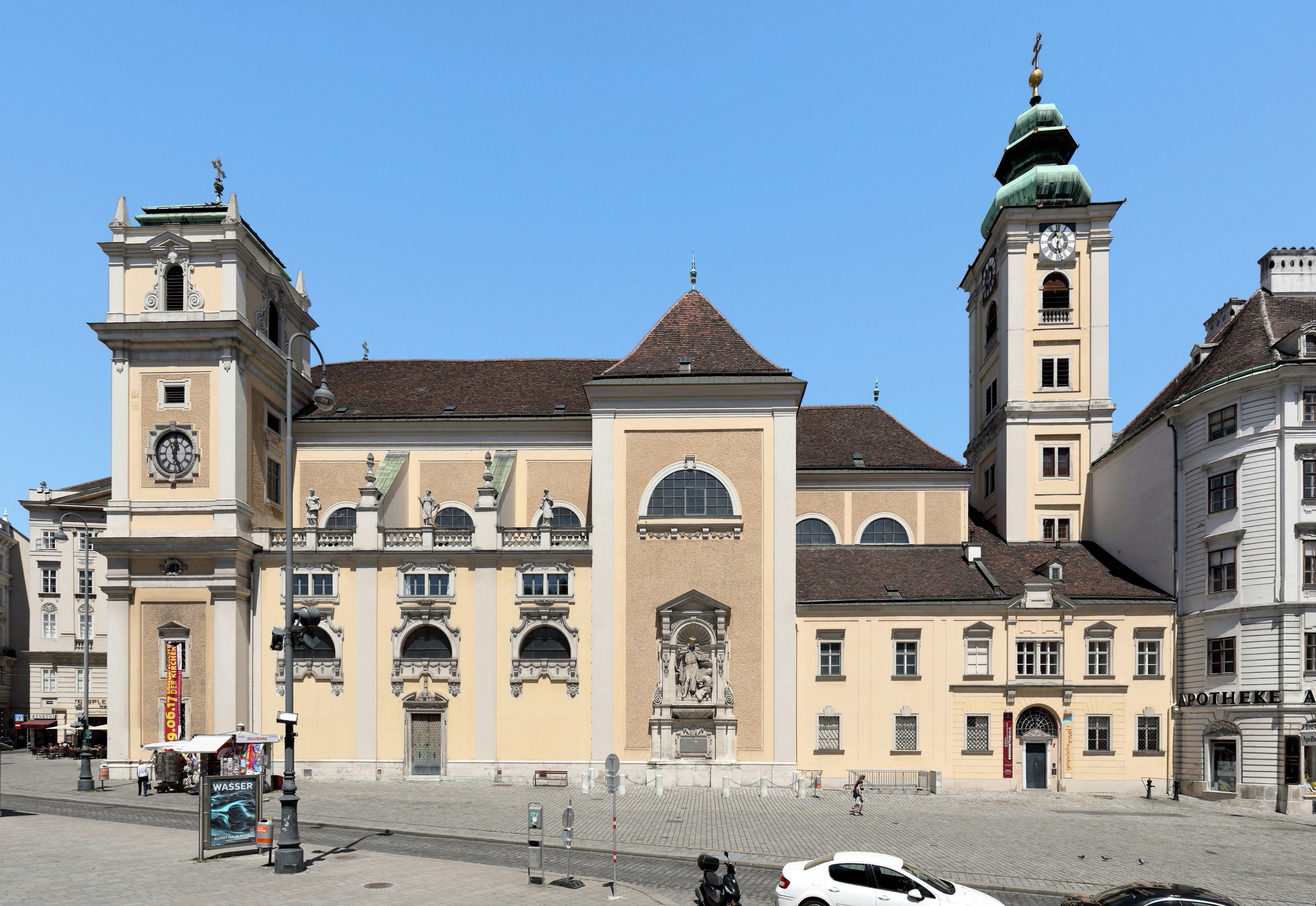
Lieu des noces de Genovefa et Franz Anton, l'église d'Abbaye bénédictine de Notre-Dame-aux-Écossais, à Vienne.

Genovefa est baptisée dans la foi catholique romaine à Oberdorf (aujourd'hui Marktoberdorf). À l'époque de sa naissance, le château d'Oberdorf est la résidence d'été du prince-évêque d'Augsbourg, Clément Wenceslas de Saxe. Elle est le quatrième enfant de Marx Brenner, charpentier travaillant à la cour du prince évêque, et de Maria Victoria Hindelang.
Le 20 août 1785, à l'âge de 21 ans, elle épouse le chef d'orchestre Franz Anton von Weber (1734-1812), 51 ans, à la Schottenkirche, une église paroissiale de Vienne. C'était le deuxième mariage de Weber qui a eu deux filles et deux fils de son premier mariage. Le couple aura trois enfants, dont deux morts jeunes.
Franz Anton est au service officiel de la principauté d'Hildesheim, après quoi il sert comme officier militaire au duché de Holstein, puis comme directeur musical d'une troupe de théâtre itinérante, avant de devenir maître de chapelle à la Cour princière d'Eutin, capitale du district du Holstein oriental. Franz Anton est franc-maçon. Son frère, Fridolin Weber, décédé en 1785, est le père de l'épouse de Mozart, Constance. Grâce à son mariage avec Franz Anton, Genovefa est la tante par alliance de Constance Mozart.
Franz Anton rencontre Genovefa au cours de l'été à Vienne de 1783 lorsqu'il rend visite à ses deux fils issus de son premier mariage, Fridolin le Jeune et Edmond. Tous deux sont alors élèves de Joseph Haydn. Lors de cette période, Genovefa est chanteuse à Vienne. Elle étudie le théâtre et le chant auprès de Joseph Lange et de Vincenzo Righini, maître de chapelle à Vienne.

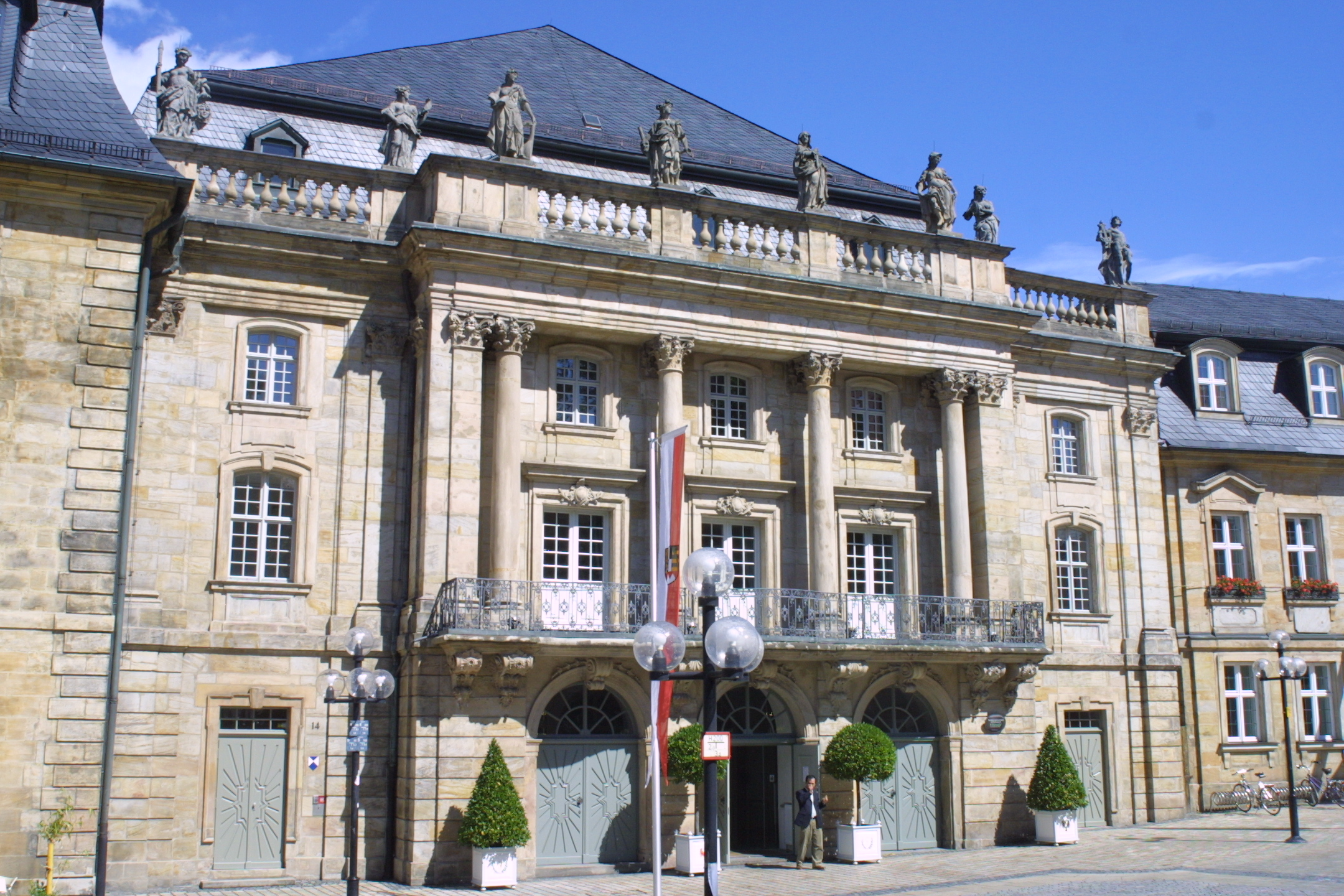
L'opéra des Margraves à Bayreuth où se produisit Genovefa avec la troupe itinérante de Franz Anton.

Après leur mariage, Franz Anton et Genovefa partent pour Eutin avec Fridolin et Edmond. Le 18 ou 19 novembre 1786, Genovefa donne naissance à son premier fils, Carl Maria von Weber. L'intérêt de Carl Maria pour la musique est nourri dès son plus jeune âge et fortement influencé par l'activité musicale de ses parents. Peu de temps après la naissance de Carl Maria en 1787, Genovefa et son mari s'installent à Hambourg. En 1789, Franz Anton fonde une compagnie de théâtre itinérante. Leurs enfants grandissent dans le milieu du théâtre ambulant. Carl Maria a moins de cinq ans lorsqu'il se produit sur scène pour la première fois. La famille donne de nombreuses représentations à Meiningen en 1789, à Nuremberg, Erlangen, Ansbach et Bayreuth de 1791 à 1794, et plus tard à Hildburghausen, Rudolstadt et Weimar en 1794. Durant cette période, Genovefa donne naissance à Georg Friedrich Carl en 1789 et à Maria Adelheid Antonia en 1797. Georg Friedrich est décédé en bas âge et Maria Adelheid est décédée à l'âge d'un an.
Pendant son séjour à Hildburghausen, Genovefa tombe gravement malade. En 1796, Carl Maria poursuit ses cours de piano auprès de Johann Peter Heuschkel (1773-1853) à Hildburghausen.

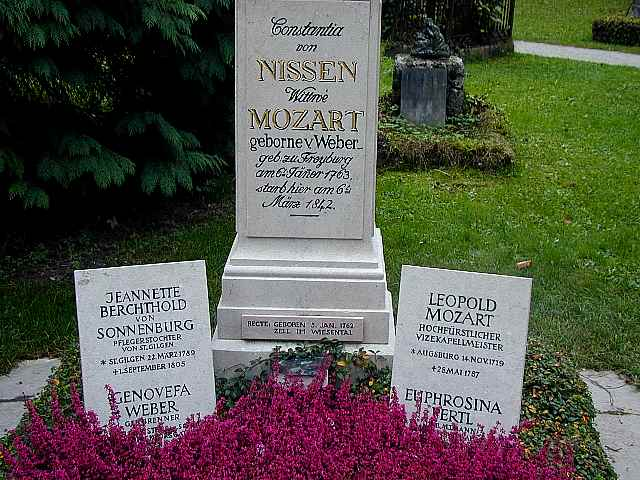
Mémorial de Genovefa Weber à l'église Saint-Sébastien de Salzbourg.

En 1794, Genovefa apparaît régulièrement comme chanteuse au théâtre de Johann Wolfgang von Goethe à Weimar. Le 5 septembre 1794, Franz Anton envoie une lettre de Rudolstadt à Goethe lui demandant d'autoriser le licenciement anticipé de sa femme. Cité dans sa lettre : « [...] il y avait tellement de désordres infinitésimaux et de choses qui ne nous permettaient pas de rester plus longtemps. »  Goethe répond dans sa lettre du 23 septembre 1794.
À la fin de 1797, la famille Weber s'installe à Salzbourg, où Franz Anton est brièvement nommé maître de chapelle et imprésario, tandis que Carl Maria se familiarise avec le contrepoint rigoureux avec Michael Haydn, le frère cadet de Joseph Haydn. .
Genovefa Weber est décédée de tuberculose à 34 ans le 13 mars 1798 à Salzbourg. Elle n'a pas eu l'occasion de découvrir la première œuvre publiée de Carl Maria, une série de six fughetta pour piano qu'il a écrites à l'âge de 12 ans. Son mémorial est situé au cimetière de Saint-Sébastien, à Salzbourg, dans une « tombe familiale » artificielle de Mozart, créée par l'évangéliste Johann Engl en 1901.
Le Genoveva-Brenner-Weg est une rue de sa ville natale, Marktoberdorf, qui porte son nom en l'honneur de sa contribution à la musique.